# Tammirannan vanha ampumarata
Tammirannan vanha ampumarata este o arie protejată (arie specială de conservare — SAC, sit de importanță comunitară — SCI) din Finlanda întinsă pe o suprafață de 2 ha, integral pe uscat.

## Localizare
Centrul sitului Tammirannan vanha ampumarata este situat la coordonatele 60°51′35″N 26°36′35″E / 60.8597°N 26.6097°E.

## Înființare
Situl Tammirannan vanha ampumarata a fost declarat sit de importanță comunitară în mai 2002 pentru a proteja un număr necunoscut de specii din flora spontană și fauna sălbatică aflate în arealul zonei. Situl a fost protejat și ca arie specială de conservare în aprilie 2015.

## Biodiversitate
Situată în ecoregiunea boreală, aria protejată nu include niciun habitat protejat.
La baza desemnării sitului se află un număr nedeclarat de specii protejate.